# Кабър
 Тази статия е за канцеларското пособие.  За средновековното племе вижте Кабари.  
Ка̀бърът е къс пирон, отличаващ се с широка главичка, която позволява забиване с ръка без нужда от чук, използван за прикрепяне на хартия, обковки на обувки, чанти, тапицерия и други. Ка̀бар е дублетна форма, която се среща често. Вероятно поради малките размери на кабърите, широко разпространени са и умалителните форми ка̀бърче и ка̀барче. Популярни са също разговорните форми га̀бър и га̀бърче (но не и габар или габарче).

## Лексика и правопис
До 2012 г. нормираното изписване на умалителната форма е „кабарче“, а след това е възприето изписването „габърче“. През 2024 г. правописът е фиксиран обратно на „кабарче“ в онлайн речника „Берон“. Тълковният речник на БАН дава основното описание на думата като „кабър“, докато формата „кабар“ препраща към него; формите „кабърче“ и „кабарче“ са умалителни; „габър“ и „габърче“ са представени като разговорни форми.

## История
Кабърът е произведен от часовникаря Йохан Кирстен през 1903 г. в Германия. Той продал правата за изобретението на немски бизнесмен, който получил патент през 8 януари 1904 г.
Други източници твърдят, че кабърът е произведен през 1888 г. в австрийска фабрика.